# Сухокарасук (деревня)
Сухокарасук — деревня в Большереченском районе Омской области. Входит в состав Курносовского сельского поселения.

## История
В 1928 году состояла из 78 хозяйств, основное население — русские. Центр Сухо-Карасукского сельсовета Большереченского района Тарского округа Сибирского края.id

## Население
| 1926 | 2002 | 2010 | 2021 |
| ---- | ---- | ---- | ---- |
| 366  | ↘135 | ↘94  | ↘39  |

Национальный состав
Согласно результатам переписи 2002 года, в национальной структуре населения русские составляли 81 %.